# Chắt chắt

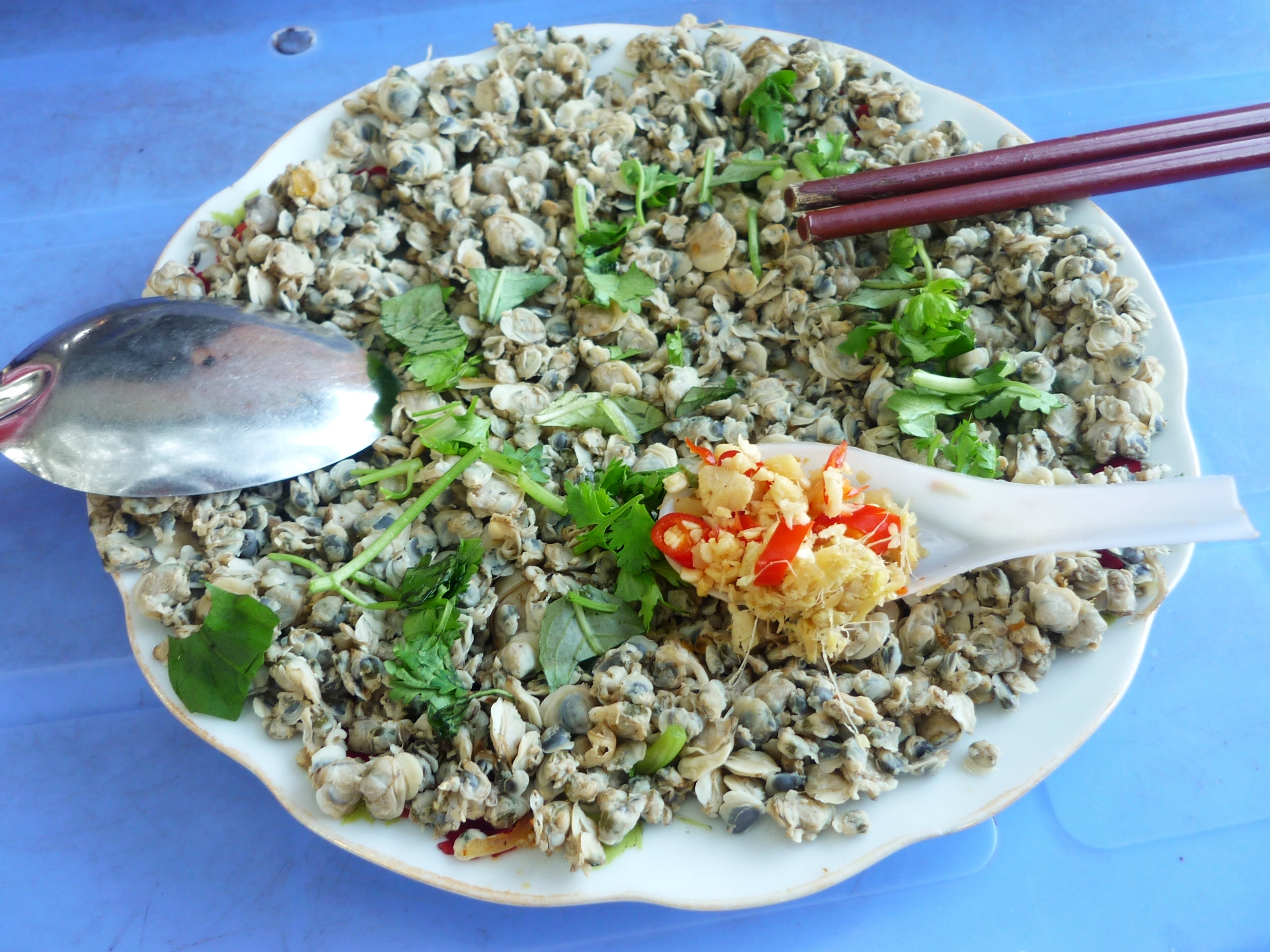
Mặt (thịt) con chắt chắt.

Chắt chắt tên thông dụng để chỉ một nhóm động vật thân mềm hai mảnh vỏ, cùng họ với trìa, hến nhưng có kích thước nhỏ hơn, tập trung sống chủ yếu ở các vùng đáy sông nước lợ và nước ngọt, thuộc hệ thống sông Thạch Hãn, như làng Mai Xá thuộc xã Gio Mai, Gio Linh, Quảng Trị, Việt Nam , làng An Giạ, Gia Độ thuộc Triệu Phong Quảng Trị, và sông Gianh đoạn chảy qua Lèn Rồng, xã Phù Hóa, huyện Quảng Trạch đến thôn Tiên Xuân, xã Quảng Tiên, thị xã Ba Đồn, tỉnh Quảng Bình.

## Đặc điểm
Chắt chắt tập trung sống chủ yếu ở các vùng nước lợ và nước ngọt như: ao hồ, sông suối…, bình thường nằm lẫn sâu trong cát từ 1 – 5 cm, nhưng khi có biến động về thời tiết thì có thể lặn sâu hơn cả mét. Con chắt chắt sinh sôi nảy nở rất nhanh, đặc biệt vào sau mùa mưa. Vì thế, chắt chắt có quanh năm, nhiều nhất vào khoảng từ tháng 3 đến tháng 8 âm lịch. Chắt chắt cùng họ với ngao, hến nhưng nhỏ hơn, thường xuất hiện nhiều vào mùa hè. Chúng sống ở nước lợ trộn lẫn trong cát.

## Cách khai thác

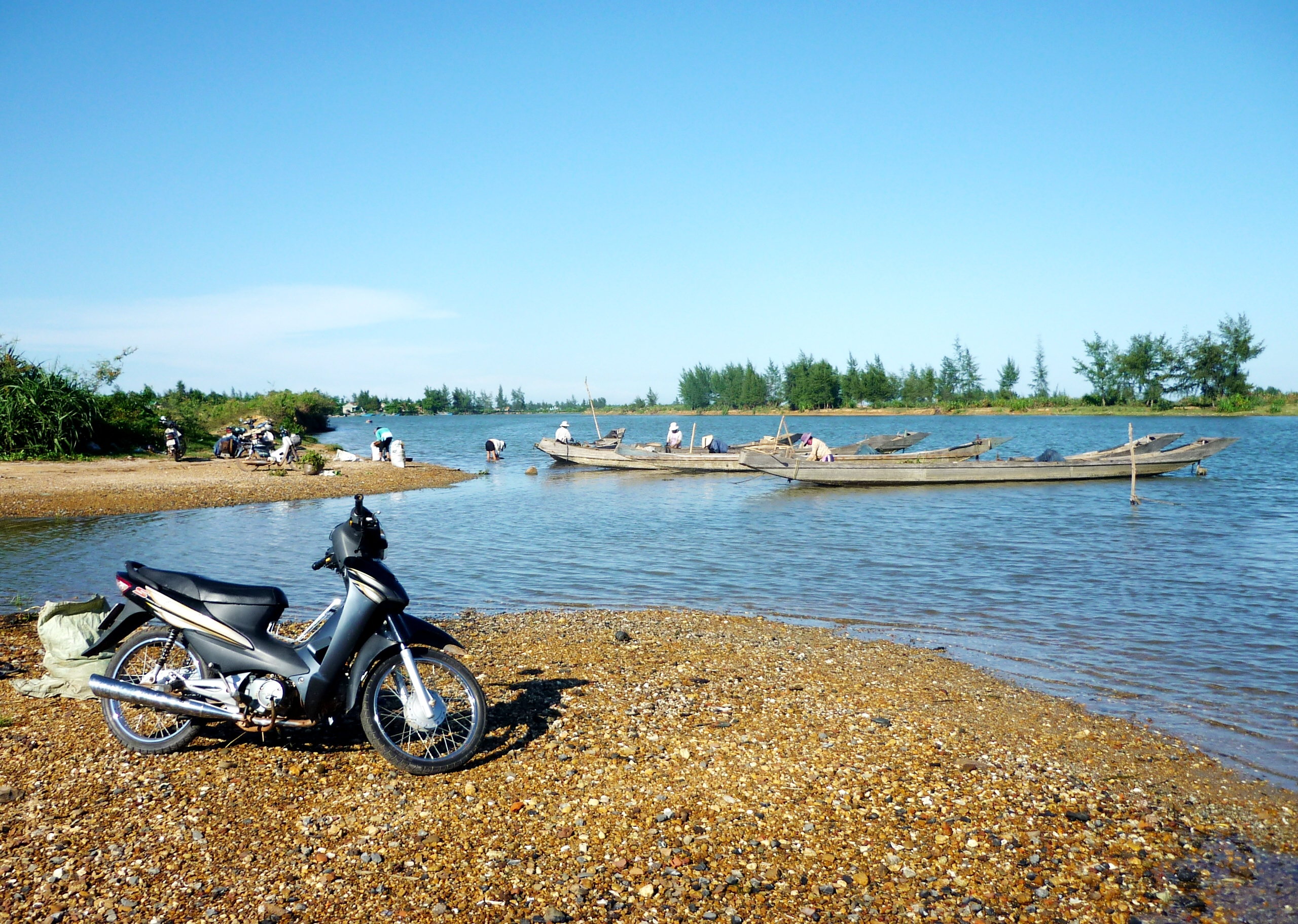
Đãi chắt chắt tại bến đò

Chắt chắt thường đi kiếm ăn vào buổi sáng nên muốn bắt được con chắt chắt người thợ cào phải thức dậy từ rất sớm, dùng vợt lưới để cào.

## Cách chế biến
Người dân làng Mai thường bắt đầu khâu chế biến bằng cách cho chắt chắt vào rổ, dùng chân xát mạnh rồi đãi cho hết lớp rong bùn bám ở ngoài. Khi con chắt chắt đã sạch mới cho vào nồi đun sôi, đợi lúc hai mảnh vỏ ngoài của chắt chắt tách ra mới dùng một que gỗ quấy mạnh cho ruột rời khỏi vỏ. Để có được mặt chắt chắt (phần thịt chắt chắt), người ta bỏ chúng vào nồi nấu cho đến khi nước sôi con chắt chắt hả miệng ra rồi trơi (tách mặt ra khỏi vỏ). Nồi nấu chắt chắt sẽ có một thứ nước đùng đục như nước gạo, ngọt lừ. Lọc lấy nước, chao lấy ruột, còn vỏ đem bán cho lò nung vôi.

## Món đặc sản

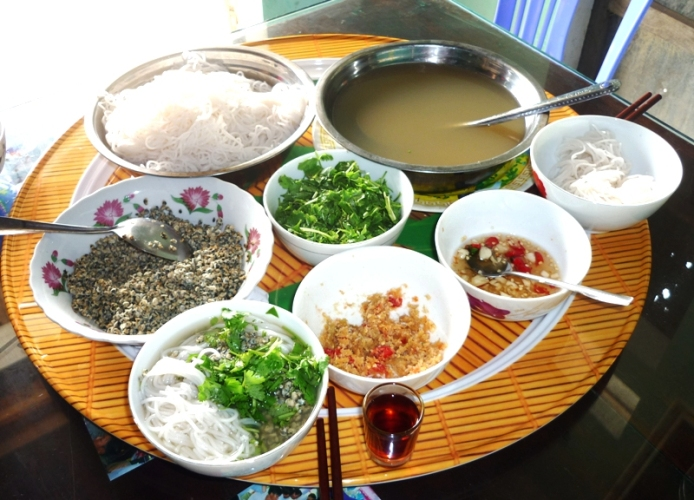
Bún hến - món đặc sản Mai Xá làm từ chắt chắt

Chắt chắt không chỉ giàu chất đạm, bổ dưỡng mà còn tốt cho sức khỏe vì chúng không hề bị nhiễm thuốc trừ sâu như một số loại thực phẩm khác. Con chắt chắt bé tí tẹo bằng đầu mút đũa, nhưng người ta chế biến thành những món ăn khoái khẩu, nổi tiếng nhất là món đặc sản bún chắt chắt ở làng Mai Xá được nhiều người ưa chuộng. Các món ăn được chế biến từ con chắt chắt ăn rất ngon nhưng không bao giờ ngán, người ta có thể ăn no.
Các món ăn chế biến từ con chắt chắt đã trở nên nổi tiếng ở miền Trung, đặc biệt là món cơm hến, một món ăn dân dã, rẻ tiền nhưng rất ngon miệng và rất tốt cho sức khỏe con người vì chắt chắt không hề bị nhiễm thuốc trừ sâu như một số loại thực phẩm khác. Món ăn khoái khẩu dân dã nhất khi chế biến chắt chắt là nấu với rau muống, trộn gừng và ớt trái tươi. Nó đã trở thành món ăn đặc sản ở xứ này và được nâng thành một thứ văn hóa ẩm thực của những làng quê ven sông Thạch Hãn.
Canh chắt chắt nấu bất cứ loại rau nào cũng cho vị ngọt thanh tao mà dịu dàng. Đành rằng: "Anh đi anh nhớ quê nhà, Nhớ canh rau muống nhớ cà dầm tương"… nhưng nếu tô canh rau muống ấy được nấu với chắt chắt hẳn là nỗi nhớ của người ra đi sẽ nhân lên gấp bội.
Nước nấu chắt chắt dùng làm món canh ngon, ngọt, nấu với bất cứ loại rau nào cũng ngon, đặc biệt là rau muống. Mặt (thịt) chắt chắt xào lên, dọn ra dĩa rồi lấy bánh tráng "xúc" ăn là món khoái khẩu của nhiều người. Những ai đã từng ăn chắt chắt do chính người Mai Xá chế biến thì chắc chắn sẽ không quên hương vị ngọt ngào của món ăn dân dã rẻ tiền này. Chắt chắt đã trở thành món quà quê hương, cũng là món đặc sản của làng Mai Xá.

## Hiệu quả kinh tế
Do chắt chắt có quanh năm nên người ta có thể khai thác chúng vào cả mùa nắng lẫn mùa mưa. Ngày trước, chắt chắt chỉ là món ăn của nhà nghèo, dân quê, nhưng nay đã trở thành món đặc sản của không ít nhà giàu. Chắt chắt được thu mua để đưa đi bỏ lại cho các chợ đầu mối và cả nhà hàng, khách sạn sang trọng. Ngoài việc chế biến thành những món ăn ngon, chắt chắt còn được sử dụng cho nhiều mục đích khác, kể cả vỏ của nó. Vì thế, chắt chắt có giá trị kinh tế rất cao.

## Lễ hội rước hến làng Mai
Xem bài: Làng Mai Xá.

## Thư viện ảnh

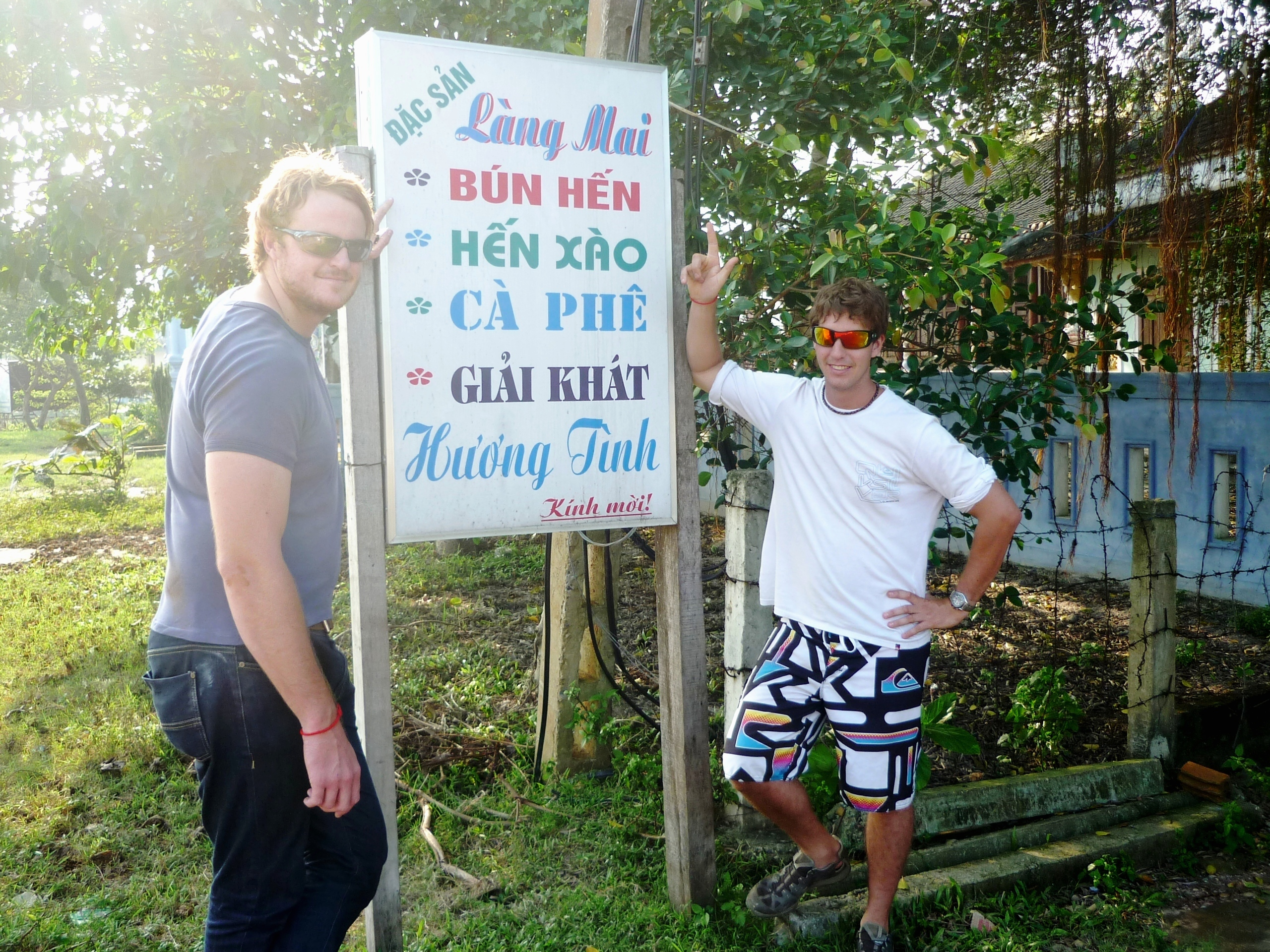
Bún hến Mai Xá hấp dẫn du khách thập phương
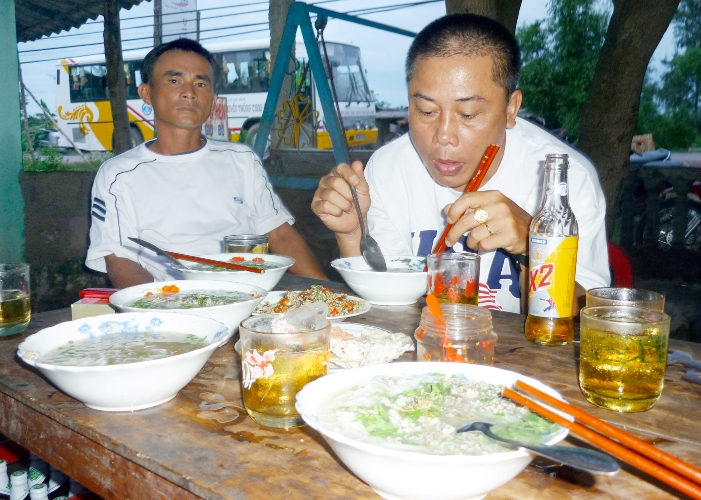
Du khách thưởng thức bún hến Mai Xá